# Бошко Палковљевић Пинки
Бошко Палковљевић Пинки (Манђелос, код Сремске Митровице, 14. децембар 1920 — Мала Ремета, код Ирига, 10. јун 1942) био је учесник Народноослободилачке борбе и народни херој Југославије.
Као ученик Државне средње техничке школе у Новом Саду, 1940. постао је члан Савеза комунистичке омладине Југославије, а децембра исте године је био један од организатора штрајка ученика ове школе. Почетком 1941. је ухапшен и искључен из школе, под оптужбом за комунистичко деловање.
У току Априлског рата, као добровољац се прикључио војсци, али је убрзо био заробљен. Успео је да побегне из сабирног логора за заробљенике и вратио се у родно место где се укључио у припреме за организовање устанка. У лето 1941. био је један од првих сремских партизана, а августа 1941. учествовао је у организацији бекства затвореника-комуниста из затвора у Сремској Митровици.
Крајем 1941. био је од стране Окружног комитета КПЈ за Срем послат као курир у источну Босну, где је након скоро месец дана путовања, јануара 1942. на Романији успео да пронађе Врховни штаб и Централни комитет КПЈ. Тада је врховном команданту Јосипу Брозу Титу пренео информације о Народноослободилачкој борби у Војводини.
Био је један од првих диверзаната у Војводини. Извршио је више смелих акција и диверзија на железничким пругама у Срему. Више пута се истицао у борбама са усташама и Немцима и још за живота је међу сремским партизанима постао легендарна личност. Погинуо је јуна 1942. у борбама с Немцима на Фрушкој гори.
За народног хероја је проглашен 25. октобра 1943. године.
Књижевник Јован Поповић је по његовим доживљајима 1944. написао књигу Пинки је видео Тита, која је дуги низ година била део школске лектире за ученике основних школа.

## Биографија
Рођен је 14. децембра 1920. године у селу Манђелосу, код Сремске Митровице. Потицао је из сиромашне породице; његов отац Милош бавио се земљорадњом, а мајка Мара је била бабица. Поред Бошка, они су имали још двојицу синова — Видосава и Петра. Основну школу је учио у родном селу.
Након завршене основне школе, отишао је у Нови Сад, где је уписао Државну средњу техничку школу. Године 1939, у овој школи је отворена ђачка менза, коју је организовало ђачко удружење „Техничар”. Ово удружење је било под јаким утицајем организације Савеза комунистичке омладине Југославије (СКОЈ). Пинки се као бунтован младић, незадовољан стањем у друштву, 1940. године прикључио СКОЈ-у и постао секретар ђачког удружења „Техничар”.

### Ђачки штрајк
У Средњој техничкој школи је, поред ђачког удружења „Техничар”, деловало и удружење „Збор”, које је окупљало прорежимски расположене ученике. Ово удружење је имало подршку наставничког већа и успело је да онемогући рад удружења „Техничар” и угаси ђачку мензу. Ово је изазвало велико незадовољство бројних ученика. Пинки и његов друг Иван Шенка су тада тражили да их прими директор школе и да у најкраћем року поништи забрану рада ђачке мензе. Уместо тога, они су од директора добили укор, а наставничко веће их је прогласило за политички неподобне ученике и тражило је да буду најоштрије кажњени.
Након овакве одлуке руководства школе, Бошко је организовао штрајк ученика, који је трајао од 10. до 17. децембра 1940. године. Овај штрајк подржали су скоро сви ученици школе и уместо на настави, они су се окупљали у Дунавском парку и на обали Дунава. Штрајк је имао снажну подршку новосадске средњошколске омладине и накратко је уздрмао цео Нови Сад. Подршку штрајку су пружили Синдикат графичара, ученици Прве мушке гимназије, ученице Женске гимназије и Женске учитељске школе. Такође, штрајк су подржавала и два професора Средње техничке школе, као и многобројни родитељи ученика. Штрајкачки одбор, на чијем је челу био Пинки, захтевао је да се преговара са просветним властима и Банском управом око решења проблема у Средњој техничкој школи. Након добијених писмених гаранција да ће сви захтеви ученика бити испуњени, штрајк је прекинут 17. децембра 1940. године.
Пинки се након ђачког штрајка нашао на удару руководства школе, али и полиције, па се чекала прва прилика како би се он избацио из школе и евентуално ухапсио. Пошто је често учествовао у радничким конференцијама и примедбама, прилика за хапшењем се указала убрзо након штрајка текстилних радника, у којима су учествовали и чланови његове скојевске организације, фебруара 1941. године. Хапшење је било повод да 11. фебруара буде искључен из Средње техничке школе. Агенти новосадске полиције су очекивали да ће преко Пинкија успети да изврше провалу у новосадску скојевску или партијску организацију. Био је брутално тучен, али никога није одао. Након два месеца проведена у притвору, био је пуштен услед недостатка доказа.

### Народноослободилачки рат
Убрзо након Пинкијевог изласка из затвора, у Београду је 27. марта 1941. био извршен војни пуч, па је напад Сила Осовине на Краљевину Југославију постао питање дана. Пинки је тих дана одржавао састанке организација Савеза комунистичке омладине Југославије у Новом Саду, на којима је члановима објашњавао потребу да се земља брани од фашизма. Када је 6. априла 1941. године извршен напад на Југославију, Бошко се са групом својих другова добровољно пријавио у Југословенску војску. Заједно са Бошком је био и његов друг Ђорђе Зличић, секретар Покрајинског комитета СКОЈ-а за Војводину и члан ЦК СКОЈ-а.
Јединица којој су се прикључили убрзо је била заробљена. Војници, међу којима је био и Бошко, били су потом одведени у Руму, где су смештени у сабирни логор за заробљене припаднике Југословенске војске. Бошко и Ђорђе су из овог логора успели да побегну и Бошко је отишао у своје родно село Манђелос. Убрзо по доласку кући, Бошко је чуо да се на Фрушкој гори, изнад села Гргуреваца налази један уништени авион. Одмах сутрадан упутио се тамо и на авиону пронашао митраљез и муницију, које је скинуо и понео кући.
Бошко је активно радио на сакупљању наоружања, као и на ангажовању и укључивању омладине у Народноослободилачки покрет (НОП). Када је 22. јуна 1941. године извршен напад на Совјетски Савез, у близини његовог родног места, на Фрушкој гори се окупила прва партизанска група у Срему. Били су то углавном чланови Окружног комитета КПЈ за Срем — Јован Штоковац, Станка Веселинов и Роса Вилић, али и познати сремски партизани — Бошко Палковљевић Пинки, Марко Перичин Камењар и др. Ова партизанска група извела је и једну од првих партизанских акција у Срему, 6. августа 1941. године, када су у Бешеновачком Прњавору разоружали једног усташу и ослободили два ухапшена друга и једну другарицу. Након ове акције, партизанској групи се придружио још један члан ОК КПЈ за Срем Ђорђе Никшић.

#### Ослобођење затвореника-комуниста
Партизанска група на Фрушкој гори успела је да успостави везу са политичким затвореницима-комунистима који су се налазили у затвору у Сремској Митровици. Везу са њима је одржавала једна омладинка из Сремске Митровице, преко затворског стражара. Сазнавши да заточени комунисти копају пролаз испод затворског зида, партизанска група је отпочела са организацијом њиховог бекства и пребацивања на Фрушку гору. Након завршетка копања подземног канала, бекство робијаша-комуниста је изведено у ноћи 21/22. августа 1941. године. Пошто је број затвореника био велик, чак 32, одређено је да у групи која треба да их прихвати буде само десет бораца, како се услед већег броја људи не би стварала гужва и тиме нарушила конспирација акције. Међу борцима који су добили задатак да прихвате групу затвореника након изласка и прокопаног канала били су — Пинки, Јован Штоковац, Роса Вилић, Славка Веселинов, Марко Перичин Камењар и др.
Партизанском групом командовали су Пинки и Камењар. Након доласка у близину затвора у Сремској Митровици, група се задржала у кукурузу, а Пинки је отишао до договореног места, у близини затворског зида, где се завршавао прокопани тунел. Око поноћи на договореном месту се одједном провалила земља и из ње су почели да излазе затвореници-комунисти. Бошко их је прихватао и помагао им да изађу. Након тога они су полако пузећи дошли до кукуруза, где су их чекали остали чланови партизанске групе. Одмах потом сви су се упутили у смеру Фрушке горе, како би избегли непријатељску потеру. У зору 22. августа група партизана и ослобођених комуниста се нашла на Фрушкој гори, где су им се придружили Сима Релић и Ђорђе Никшић.

#### У Фрушкогорском одреду
Крајем августа партизанској групи на Фрушкој гори се придружила група бораца из Ирига, коју је предводио Јован Бељански Лала, а почетком септембра је стигао и Јусуф Тулић, секретар Окружног комитета КПЈ за Срем, који је пренео директиву за формирање партизанског одреда. На Хајдучком брегу 9. септембра 1941. године формиран је Фрушкогорски партизански одред, који је тада бројао око 60 бораца. За команданта Одреда био је именован Сима Релић, за политичког комесара Станко Пауновић Вељко, а за заменика команданта Пинки. Убрзо по формирању Одреда успостављена је веза са Врховним штабом и Централним комитетом КПЈ и они су ослобођене комунисте из Сремске Митровице позвали да пређу на ослобођену територију западне Србије. Из групе бивших затвореника била су издвојена четворица — Станко Пауновић Вељко, Јован Веселинов, Јован Трајковић и Слободан Бајић Паја — који су задржани у Срему као испомоћ тамошњој партијској организацији. Након ове директиве, група комуниста која се спремала на пут, била је ради безбедности пребачена Шуљамнску Главицу. Пошто је курир из западне Србије каснио, услед почетка Прве непријатељске офанзиве, Пинки је добио задатак да с двојицом партизана одбегле комунисте одведе до Саве, па су се код Богатића пребацили из Срема у Мачву, где су их прихватили борци Мачванског партизанског одреда.
Крајем септембра и почетком октобра 1941. године усташке и фолксдојчерске снаге су покушале да униште Фрушкогорски партизански одред, али је Одред успео да се извуче из обруча и пребаци у близини Стејановаца. Тада је дошло до реорганизације Штаба одреда, па је на место заменика команданта Одреда уместо Пинкија био именован Марко Перичин Камењар. Пинки је био упућен у Стејановце, где је организовао прву партизанску радионицу у Срему. Он је овде умногоме користио своје знање стечено у средњој техничкој школи. Партизанске бомбе и мине биле су прављене од исечених водоводних цеви и биле су пуњене експлозивом, а паљене шибицом. Овакве мине су биле веома значајне за вршење диверзија на железничкој прузи између Београда и Загреба.
Прва диверзија на прузи изведена је почетком новембра 1941. године, када је оштећена железничка пруга између Сремске Митровице и села Вогањ те села Вогња и Мартинаца. Извели су је Сима Релић и Ђорђе Никшић и тада је пруга била оштећена у дужини од 15 m. Иако успешна, Пинки није био задовољан овом акцијом и желео је да приликом минирања пруге избаци воз из шина. Са једном групом омладинаца из села Мартинаца пошао је на пругу како би је минирао, а омладинцима је дао задатак да чувају стражу. Уплашени од Пинкијеве приче о експлозији они су напустили положаје и разбежали се. Након овога, Пинки је у нову акцију повео другарицу Јованку Габош и дао јој задатак да чува стражу, док он поставља мину. Када је наишао воз Пинки је активирао мину која је уништила пругу и композиција је излетала из шина.

#### Пут у Босну
Почетком децембра 1941. године у Пећинцима је одржано саветовање Окружног комитета КПЈ за Срем, на којем је извршена анализа дотадашње борбе и стања у партијским и скојевским организацијама и партизанским одредима, ударним групама и десетинама, те дате смернице за побољшање стања у организацијама и одредима и наставак борбе. На саветовању се осетила потреба што бржег успостављања везе са вишим партијским руководствима, а пре свега са Централним комитетом КПЈ и Врховним штабом НОПОЈ. У циљу успостављања ове везе Станко Пауновић Вељко је написао писмо Централном комитету и у Мачву упутио Бошка Палковљевића Пинкија, Ђорђа Никшића и Васу Врачарића с циљем да преко мачванских партизана успоставе везу са Врховним штабом и ЦК КПЈ. Пошто се у међувремену, услед Прве непријатељске офанзиве и пада Ужичке републике, главнина партизанских снага повукла у Санџак, они овај задатак нису обавили и убрзо су се вратили на Фрушку гору.
Крајем децембра, донета је одлука да се веза са Врховним штабом и ЦК КПЈ покуша преко Босне. За овај задатак били су одређени Бошко Палковљевић Пинки и Милан Благојевић Жицар. Након преласка Саве, нашли су се у Семберији, где су се повезали са партизанима. Ту су добили информацију да се Врховни штаб налази на Романији, па су се преко источне Босне упутили у том смеру. Пробијали су се кроз непријатељску територију и били чак заробљавани од стране четника, али су успели да дођу до Романије и да у селу Доњи Чевљановићи, код Илијаша 8. јануара 1942. године пронађу Врховни штаб.
Пинки се тада сусрео са врховним командантом НОП одреда Југославије Јосипом Брозом Титом и предао му писмо ОК КПЈ за Срем. Пре самог сусрета, Тито је од одбеглих затвореника-комуниста из сремскомитровачког затвора, који су се налазили при Врховном штабу, сазнао Палковљевићев надимак па му се приликом сусрета обратио са — „Друже Пинки”. Ово је на Пинкија оставило снажан утисак и велико одушевљење. Из писма ОК КПЈ, али и Пинкијевог причања Тито се тада информисао о стању и обиму борби у Срему. Током кратког боравка на Романији, Пинки је упознао борце Прве пролетерске ударне бригаде, који су на њега такође оставили снажан утисак, посебно њихово наоружање, јер су баш тих дана заробили већу количину наоружања и неколико митраљеза. Приликом повратка у Срем, Пинки је из Врховног штаба понео писмо за ОК КПЈ за Срем у коме су биле директиве за даљи развој ослободилачке борбе у Срему и Војводини. Половином јануара 1942. године Пинки и Жицар су стигли у Срем. Захваљујући Пинкију и његовој одлучности, али и храбрости, веза између Срема и Врховног штаба је била успостављена што је умногоме допринело бржем развоју ослободилачке борбе.
О својим догодовштинама током пута, сусрету са Титом и борцима Прве пролетерске бригаде, Пинки је често причао борцима и народу, након повратка у Срем. Посебно је говорио о сусрету с Титом и ономе што је чуо од њега. О томе је говорио на многим састанцима и конференцијама које су држане народу. То је Пинкију донело додатну дозу популарности. Говорило се да је он први сремски партизан који је видео врховног команданта партизана.

#### Диверзантске акције
Након повратка у Срем, услед јаке зиме и немогућности за вршење војних акција, Пинки је једно време деловао као политички радник на терену Сремскомитровачког среза. Радио је на организовању месних Народноослободилачких одбора и омладинских организација по селима. Ово је додатно допринело његовој популарности у народу, који је његове подвиге често преувеличавао.
Иако је био добар политички радник, кога је народ прихватао, и храбар борац, који се истицао у оружаним акцијама, Пинки је највише волео да се бави диверзантским радом и да врши диверзије и саботаже. Приликом пута у Босну, Пинки је на Босуту, између Моровића и Вишњићева видео железнички мост и одлучио је да га сруши. Другови из Одреда су га одговарали од ове акције уверавајући га да је тешко уништити мост и да је он добро чуван објекат. Ипак, то Пинкија није омело од његовог циља. Заједно са двојицом другова — Петром Бибићем и Петром Јурковићем, 13. фебруара 1942. године преобучени у униформе Хрватског домобранства дошли су до моста на Босуту, који је повезивао железничку пругу између Сремске Митровице и Сремске Раче. Када су пришли мосту, Пинки се обратио стражару и замолио га да му да ватре да запали цигарету. Пошто је пред собом видео тројицу домобрана, који су према њиховој причи кренули у смеру Бијељине, стражар их је позвао да уђу у бараку и да се угреју. Када је ушао, Пинки је убио стражара, а одмах и другог који је био унутра. Након тога је заједно са друговима минирао мост и потом пошао у смеру Моровића. Након десетак минута чули су експлозију и знали су да је акција добро изведена.
У пролеће 1942. године окупатор је поново покренуо акције с циљем уништења партизана на Фрушкој гори; најпре крајем марта, а потом поново половином априла. Како год, оба пута су Фрушкогорски и Подунавски одред успели да се извуку из обруча и избегну уништење. Након ових офанзива, почетком јуна 1942. године, Пинки је са четворицом другова наставио са извођењем диверзантских акција. У току ноћи 8/9. јуна, порушили су један мост на путу Рума — Велики Радинци; након ове акције су кренули на Фрушку гору. Приликом проласка кроз село Мала Ремета, одлучили су да ту преноће. У зору 10. јуна 1942. године, у село је почела да улази немачка војска — народ је почео да бежи у шуму, према Фрушкој гори. Како би зауставио Немце и народу омогућио да побегне у шуму, Пинки је са својим борцима организовао одбрану. Када се народ повукао у смеру шуме, Пинки и његова група су почели да се повлаче из села. Пинки и тројица другова су се успела безбедно повући, али је борац Сима Стојшић био тешко рањен. Како би заштито рањеног друга Пинки је отворио ватру на непријатеља и био смртно погођен. Пинкијева погибија брзо је одјекнула Сремом и сви партизани и њихови симаптизери су жалили за њим и неколико дана се нису чуле партизанске песме.

## Народни херој
Одлуком Врховног штаба НОВ и ПОЈ, а на предлог Главног штаба НОВ и ПО Војводине, Бошко Палковљевић Пинки је 25. октобра 1943. године, заједно са другим истакнутим борцима из Војводине — Соњом Маринковић, Радивојем Ћирпановим, Станком Пауновићем Вељком и Јанком Чмеликом — проглашен за народог хероја. У „Билтену Врховног штаба” број 33. као повод за њихово одликовање наглашено је „да су се одликовали изванредном пожртвованошћу и да су били пример држања једног народног јунака и дали своје животе за слободу свога народа”.
Пинки је сахрањен на месту погибије — у близини места званог Широке ледине, на половини пута између Бешеновачког Прњавора и раскрснице код Црвеног чота у смеру села Мали Радинци. После Другог светског рата подигнут му је споменик с натписом — Бранећи свој народ овде је 10. јуна 1942. године погинуо Бошко Палковљевић Пинки народни херој. Првих година након рата, Пиникијев гроб био је стално посут цвећем и често су га обилазиле омладинске делегације. Тих година настојало се да он постане један од нових симбола Фрушке горе попут гроба песника Бранка Радичевића на Стражилову. Године 1959, када је уређивано Спомен-гробље у Сремској Митровици, Пинкијеви посмртни остаци су пренети са Фрушке горе и сахрањени су у заједничкој гробници са другим истакнутим народним херојима Срема — Јанком Чмеликом, Слободаном Бајићем Пајом и Станком Пауновићем Вељком.
У послератном периоду и касније током постојања Социјалистичке Федеративне Републике Југославије, Пинки је сврставан у ред најзначајнијих народних хероја из Народноослободилачког рата. Често је био називан првим партизаном Срема и Војводине. Године 1944, књижевник Јован Поповић му је у књизи Истините легенде посветио приповетку под називом Пинки је видео Тита. Она је касније била штампана као самостална књига и била је део обавезне лектире за ученике основних школа. Због велике популарности његово име добијале су улице, основне и средње школе, пионирски и извиђачки одреди, омладинске радне бригаде, касарне, спортске дворане, предузећа и др., нарочито на подручју Војводине. Име Бошка Палковљевића данас носе чак четири основне школе — у Сремској Митровици, од 1956. године, ова школа има издвојена одељења у селима Гргуревци и Шуљам; у Батајници, од 1961. године; у Бачкој Паланци, од 1971. године и у Старој Пазови. Надимак Бошка Палковљевића носила је од 1961. до 1973. године и основна школа у селу Дивошу, која је била матична школа и за село Стара Бингула, али је она 1973. године постала истурено одељење Основне школе „Владимир Назор” (данас ОШ „Свети Сава”) из Сремске Митровице. Такође, по Пинкију је од 1956. до 1993. године била названа и Основна школа „Херој Пинки” у Футогу (касније је преименована у Основна школа „Десанка Максимовић”). Поред основних школа, његово име је од 1963. до 1977. године носила Средња машинска школа у Новом Саду — чији је некада био ученик, а од 1983. године носи и Саобраћајна школа „Пинки” у Новом Саду — која је настала издвајањем из тадашњег Машинског школског центра „Тито”.
Такође, Пинки је епоним и за Културно-спортски центар „Пинки” у Земуну, основан 1973. године као Дом спортова омладине и пионира; Пословно-спортски центар „Пинки” у Сремској Митровици; као и касарна Војске Србије „Бошко Палковљевић Пинки” у Сремској Митровици. Преко 30 улица у Србији, углавном у Војводини, носи Пинкијево име и то најчешће у облику Пинкијева или Хероја Пинкија. Нека од места са улицом која носи његово име су Ариље, Бачка Паланка, Бачка Топола, Врбас, Вршац, Земун, Зрењанин, Инђија, Нови Сад, Прокупље, Рума, Сента, Сомбор, Црвенка и Шид.
У селу Манђелосу подигнут је споменик на којем су постављене бронзане плакете са ликовима двојице народних хероја рођених у овом месту — Бошка Палковљевића Пинкија и Саве Согића. Такође, Пинкијево име је уписано на спомен-плочи са именима 26 палих бораца и 180 жртава фашистичког терора, која је постављена на згради Месне заједнице у Манђелосу. На његовој родној кући је била постављена спомен-плоча, али је кућа касније срушена па је плоча уклоњена. Спомен-бисте су му подигнуте у Новом Саду, у Старој Пазови, Земуну и Манђелосу, на месту где се налазила његова родна кућа. Такође, 1949. године на старој згради Државне средње техничке школе постављена је спомен-плоча са натписом — У овој згради је под руководством Комунистичке партије Југославије, децембра месеца 1940. године, народни херој Бошко Палковљевић Пинки са друговима организовао седмодневни штрајк ученика техничке школе.

## Галерија
- Споменик жртвама фашистичког терора у Манђелосу
- Пинкијев лик на споменику у Манђелосу
- Споменик Пинкију на месту где се налазила његова родна кућа у Манђелосу
- Орден народног хероја
- Кућа у Стејановцима у којој је боравио Пинки
- Спомен-плоча на кући
- Спомен-гробље у Сремској Митровици
- Спомен-плоча у знак сећања на штрајк ученика Средње техничке школе чије је учесник и организатор био Пинки
- Место на коме је погинуо Пинки, Фрушка гора
- Место на коме је погинуо Пинки, Фрушка гора